# 努爾大清真寺
努爾大清真寺（阿拉伯语：‎）是伊拉克北部重鎮摩蘇爾主要的清真寺，遲至12世紀時已出現。該寺以其傾斜、俗稱「駝子」（‎）的宣禮塔而聞名。
清真寺是由贊吉王朝的努爾丁在1170年發起興建，在1172年他去世時完工， 寺名也得名於他（努爾丁在阿拉伯語是「信仰之光」的意思）。2014年，這裡是伊斯蘭國領袖阿布·贝克尔·巴格达迪自稱哈里發的地方，但在2017年6月21日，在摩蘇爾戰役中，即將棄守的伊斯蘭國部隊炸毀了清真寺及「駝子」。 ，而伊斯蘭國稱此乃美軍的所為。
伊拉克總理海德爾·阿巴迪稱伊斯蘭國的舉動是「宣佈戰敗」。
清真寺被印於一萬伊拉克第納爾鈔票背面。

## 「駝子」

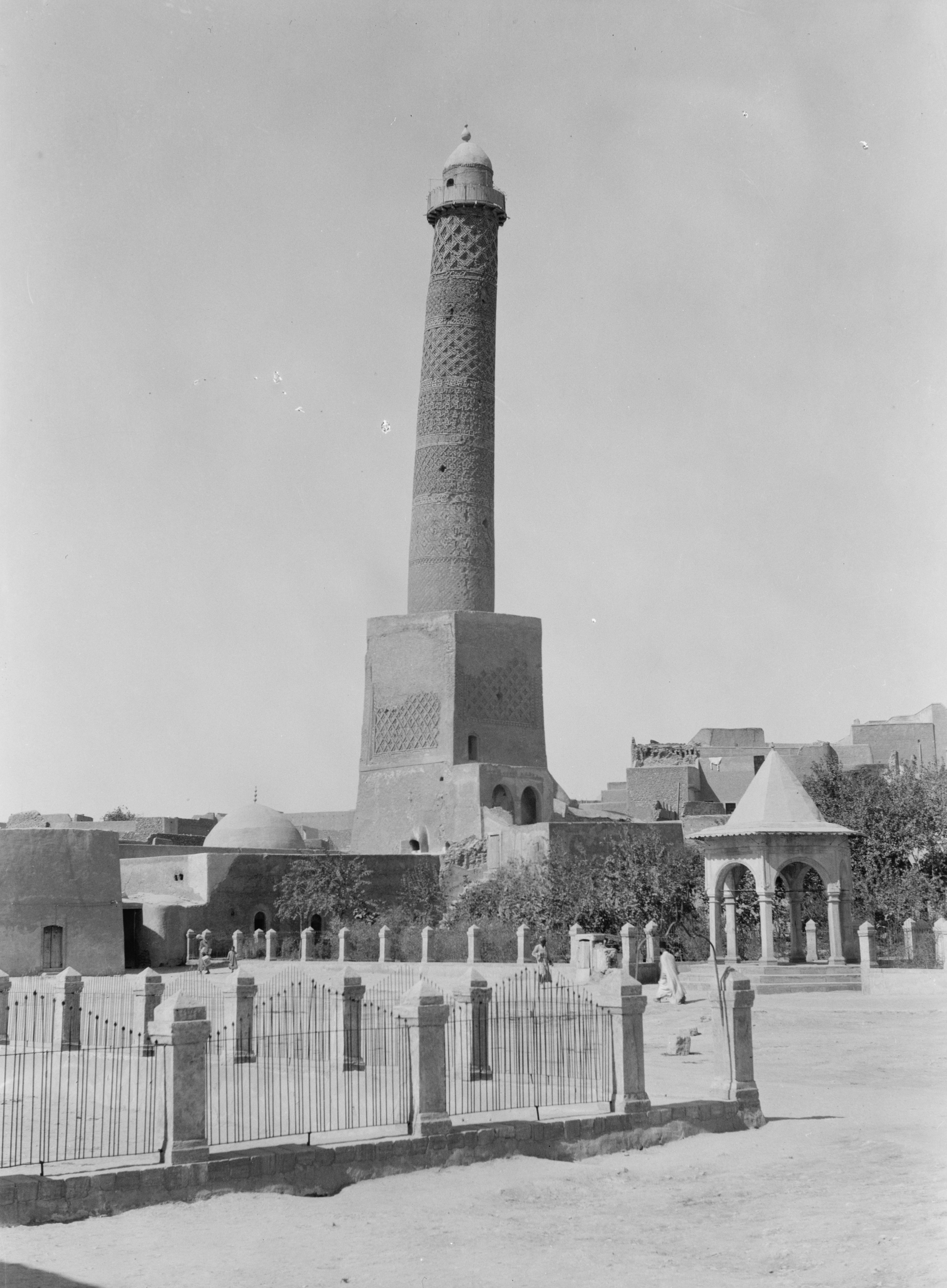
1932年的宣禮塔和清真寺

俗稱「駝子」的宣禮塔高45米，用七組複雜幾何圖案磚砌造成。史料所示，14世紀摩洛哥學者兼世界著名旅行家伊本·巴圖塔遊訪時，該塔已傾斜。當地流傳說法，尖塔傾斜是為向先知穆罕默德「鞠躬」敬禮。工程師則認為，那是尖塔的磚塊或黏合磚塊的石膏受西北風侵蝕和日照作用所造成。
聯合國教科文組織2012年量度發現尖塔偏離垂直軸心2.5米，2014年宣布準備展開鞏固及保護計劃，不久摩蘇爾卻淪陷伊斯蘭國手裏。伊斯蘭國建國後不久已企圖炸毀宣禮塔，指該塔存在有違其奉行的伊斯蘭原教旨主義教義；當時摩蘇爾居民拼死組人鏈死守，才保住該塔。
最終於2017年6月摩蘇爾戰役裡遭伊斯蘭國軍隊炸毀。